# Тенерифе
Тенери́фе (ісп. Tenerife) — найбільший із семи островів архіпелагу Канарських островів, в Атлантичному океані біля узбережжя Африки. Належить Іспанії. Площа острова становить 2034,38 км², населення — 889 936 мешканців, що становить 43 % чисельності населення всього архіпелагу, він є найбільш населеним островом Іспанії. Тенерифе займає центральне положення щодо островів архіпелагу і разом із трьома сусідніми островами Пальма, Гомера та Ієрро входить до складу провінції Санта-Крус-де-Тенерифе з адміністративним центром в однойменному місті.

## Загальні відомості
Тенерифе — найнаселеніший острів серед Канарських островів та в Іспанії. Щорічно його відвідують близько 5 мільйонів туристів, це один з найбільших іспанських курортів і найбільший серед Канарських островів. На Тенерифе проводиться один з найбільших у світі карнавалів, а саме Карнавал у Санта-Крус-де-Тенерифе, який прагнуть внести до списку Світової спадщини ЮНЕСКО. На острові розташований архітектурний символ Канарських островів, Аудиторіо-де-Тенерифе, що також є однією з найвизначніших пам'яток сучасної іспанської архітектури. Тенерифе — єдиний іспанський острів із двома летовищами й двома морськими портами, що робить острів легкодосяжним. (Тенерифе-Південний (аеропорт))
На острові розташований університет Ла-Лагуна, заснований 1792 року. Це найстаріший університет на Канарах. Місто Сан-Кристобаль-де-ла-Лагуна (світова спадщина ЮНЕСКО) посідає друге місце на острові й третє — на архіпелазі. Сан-Кристобаль був столицею острова до 1833 року, коли Санта-Круз змінив його.

## Топонімія
Перші мешканці острова, гуанчі, називали острів Achinet або Chenet. Згідно з Плінієм Молодшим, Юба II вислав експедицію на Канарські острови та Мадейру й дав островам таку назву, бо зустрів на острові дуже лютого собаку (canaria). Юба II та стародавні римляни посилались на Тенерифе як на Ніварію (Nivaria) — назву, утворену від латинських слів nivis або nieve, що в перекладі означають сніг, через укритий снігом пік Тейде.
Мапи 14—15 століть таких авторів, як Бонтьє (Bontier) і Ле Вер'є (Le Verrier), називали Тенерифе Островом Пекла (Isla del Infierno) через вулканічну активність Тейде. Насамкінець, Тейде відповідальний за назву острова, що широко вживається нині: так називали острів тубільці з Ла Пальми. Назву утворено складанням слів Tene (гора) та ife (білий). Пізніше, після колонізації, назву було іспанізовано шляхом додавання літери r, що сполучила два слова, утворивши Tenerife.

## Географія

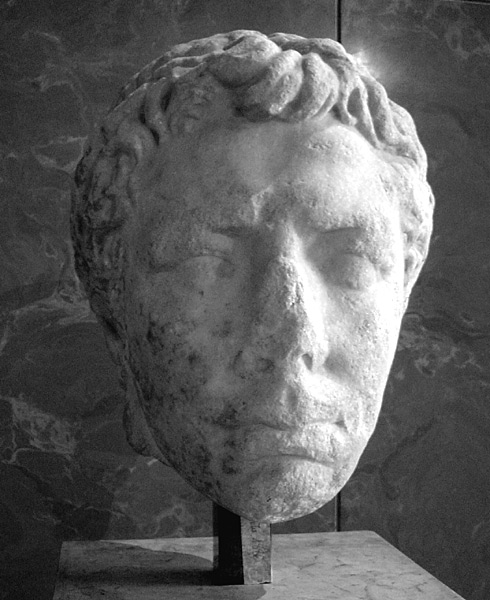
Юба II, який назвав Канарські острови

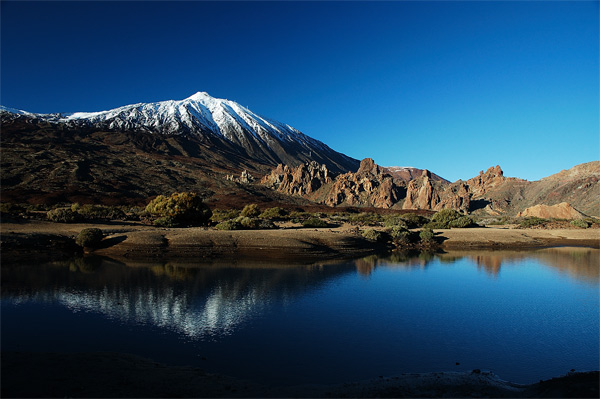
Вулкан Тейде

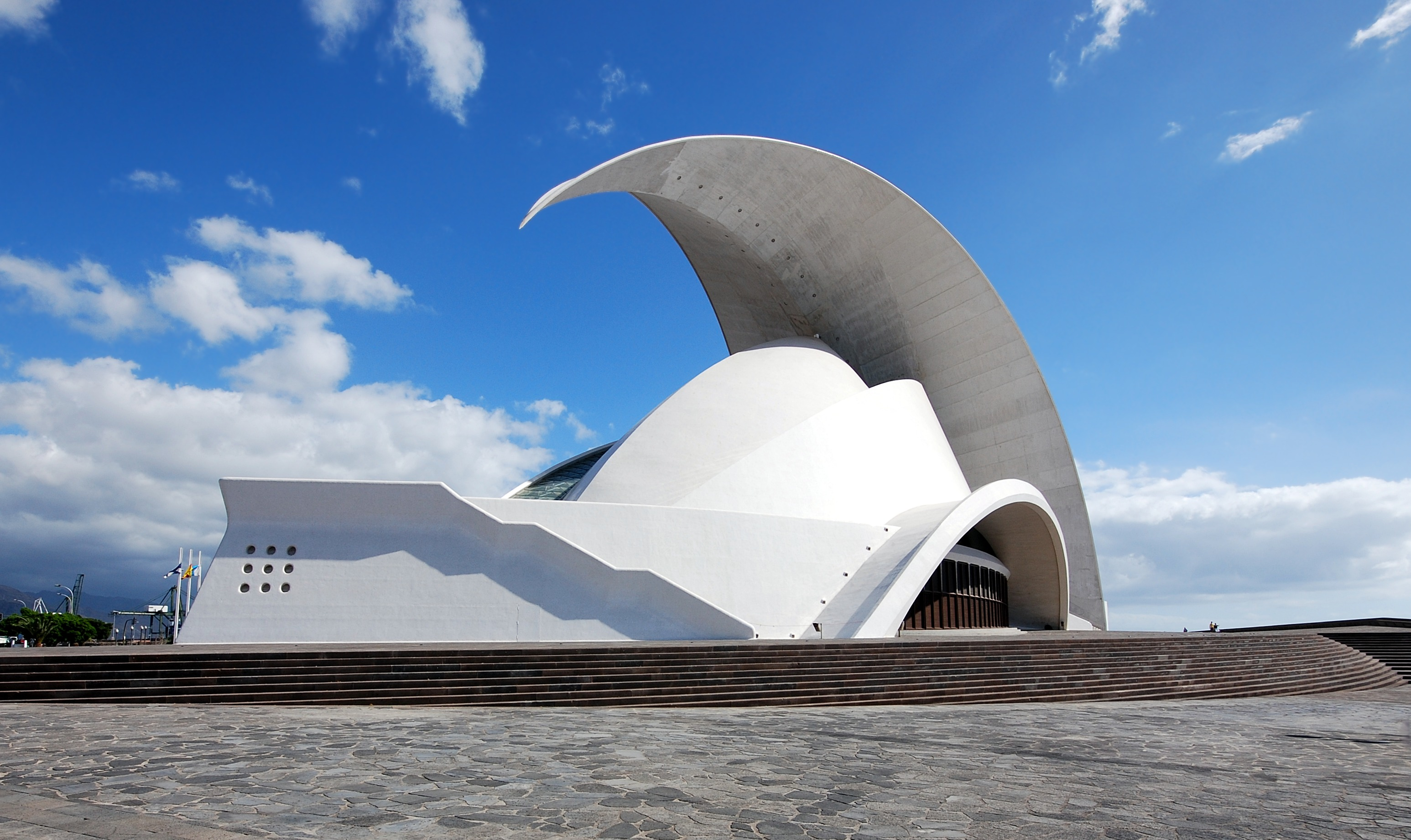
Аудиторіо-де-Тенерифе (Санта-Крус-де-Тенерифе)

Найдавніше гірське пасмо на Тенерифе піднялось з Атлантичного океану внаслідок вулканічного виверження, яке утворило острів близько 12 мільйонів років тому. Сучасний вигляд острова сформувався 3 мільйони років тому злиттям трьох островів у висліді вулканічної активності Тейде. Вулкан видимий майже з будь-якої точки острова. Його кратер місцями досягає 17 км завдовжки.
Санта-Крус-де-Тенерифе — столиця острова й місце розташування Ради острова (cabildo insular). Місто також є столицею автономної області «Канарські Острови» разом із Лас-Пальмас-де-Гран-Канарія. Такі інститути управління, як президентський і міністерства відокремлені. Між 1833 і 1927 роками Санта Круз був єдиною столицею Канарських Островів, 1927 року було запроваджено теперішню форму управління.
На Тенерифе розташована найвища точка Іспанії, третій за величиною у світі вулкан Тейде (світова спадщина ЮНЕСКО).

## Історія

### Доколоніальний період

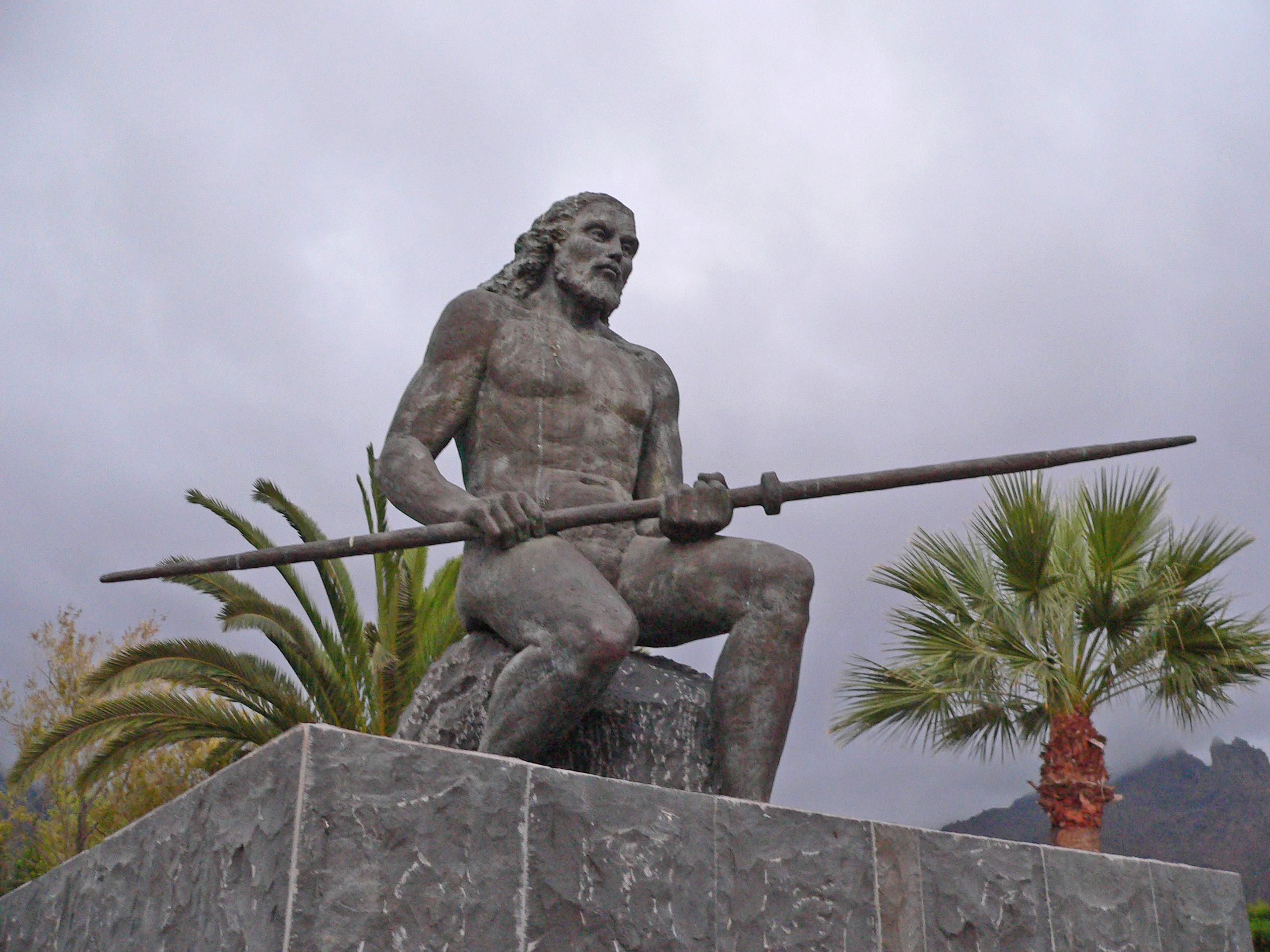
Статуя легендарного короля Тінерфе Великого в Адехе

Точно невідомо, коли острови були заселені людьми. Перше письмове свідчення зустрічається у Плінія: люди на острові з'явилися приблизно між V століттям до н. е. і початком нашої ери — це були гуанчі. Близько 2000 років вони були єдиними мешканцями острова, розвиваючись у повній ізоляції і намагаючись найкраще адаптуватися до навколишнього середовища, поки цей процес не був перерваний появою іспанців у 1496 році. У зв'язку з нестачею сировини, насамперед корисних копалин, на побутовому рівні гуанчі жили в кам'яному віці — вони займалися скотарством, примітивним землеробством, збиральництвом, рибальством і збором молюсків, а також кустарним промислом. Для гуанчів характерне багатобожжя з елементами анімізму. На острові до сих пір збереглося безліч ідолів, присвячених цим богам, а на скелях знайдені так досі і не розшифровані різнокольорові петрогліфи. Спільними для аборигенів Канарських островів були віра і поклоніння всюдисущій істоті, якій робилися підношення з проханням про захист і хороші врожаї, а також віра в духів добра і зла. На островах широко практикувалася муміфікація. Початок року на всіх островах припадав на червень, коли збирали врожай і влаштовували свята. Місця, призначені для судових розглядів, облаштовувалися у формі кола і зазвичай знаходилися на височині. Також для племен були характерні танці і ритуали, пов'язані з боями і полюванням.

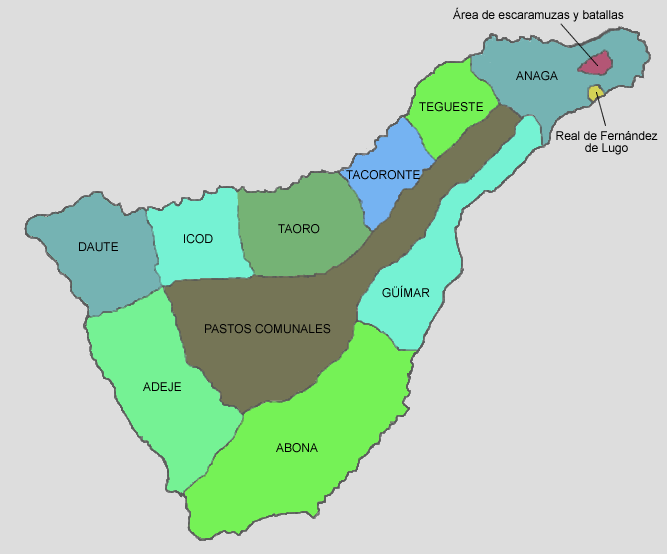
Територія Тенерифе до іспанського завоювання

Загалом гуанчі відрізнялися високою соціальною організацією. Суспільство було розділене на страти, приналежність до яких визначалася багатством людини, що вимірювалося кількістю голів худоби. Страти розділяли населення на "дворян" і простий народ, над якими знаходився король (ісп. Mencey).
Приблизно за 100 років до завоювання, на півдні жив легендарний король Тінерфе Великий з Адехе, який зумів об'єднати під своєю владою весь острів і при якому Тенерифе досяг свого максимального процвітання. Після своєї смерті король залишив острів у спадок своїм синам. Вони розділили острів на дев'ять королівств (ісп. menceyatos), які стали згодом прообразами нинішніх муніципалітетів. Також існувала незалежна територія Ахіменейато (ісп. achimenceyatos) (Пунта-дель-Ідальго), якою керував Агуауко (ісп. Aguahuco), "бідний дворянин", незаконнонароджений син Тінерфе і Зебензуї. Під час завоювання в королівствах правили прямі нащадки синів Тінерфе, за винятком Бенкомо (ісп. Bencomo), у якого було два попередники — Імобах і Бентенухья. Більшість імен, що фігурують в історії острова, взяті з книги Румеу де Армаса "Завоювання Тенерифе" сімнадцятого століття, яка носить яскраво виражений літературний характер. Імена королів і царств мають деяку історичну основу, але вони є персонажами.

### Іспанська колонізація

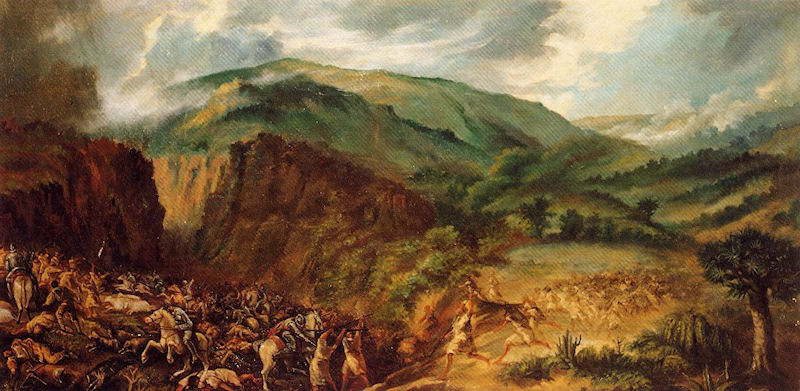
Перша битва біля Асентехо

У грудні 1493 року іспанський конкістадор Алонсо де Луго отримав від католицьких королів підтвердження свого права на завоювання острова Тенерифе (на той час більша частина Канарських островів вже була завойована). Виступивши з Гран-Канарії, у квітні 1494 року завойовник висадився на узбережжі сучасного Санта-Крус-де-Тенерифе разом з 2000 піхотинцями і 200 вершниками. Після побудови невеликої фортеці він почав просуватися вглиб острова.

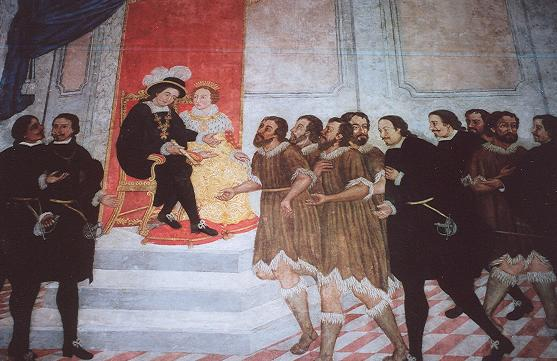
Алонсо де Луго представляє Фердинанду та Ізабеллі захоплених королів Тенерифе

Серед menceyes, які очолювали різні королівства на острові, не було єдності щодо ставлення до іспанського вторгнення. Деякі з них були за збереження миру, інші — за початок війни. До перших належали королі Анага, Гуїмар, Абона і Адехе, до других — королі Тегесте, Такоронте, Таоро, Ікоде і Дауте. Вони чинили запеклий опір загарбникам протягом двох років, упродовж яких тривало завоювання острова. І хоча на самому початку іспанські війська зазнали нищівної поразки в першій битві біля Асентехо, технічна перевага конкістадорів давала іспанцям значну перевагу і дозволила їм завдати аборигенам низку поразок у битві при Агере, другій битві біля Асентехо і зрештою, до вересня 1496 року жителі острова змушені були припинити опір.
Після завоювання Тенерифе багато місцевих жителів, особливо з числа прихильників війни, були обернені в рабство. А нові хвороби, завезені конкістадорами, зокрема, грип і віспа, до яких у гуанчів не було імунітету, ще сильніше їх ослабили. Все це дозволило протягом наступного століття здійснювати масову колонізацію острова іммігрантами з різних територій зростаючої Іспанської імперії (Португалії, Фландрії, Італії та Німеччини).
Площа лісів Тенерифе поступово скорочувалася в міру зростання населення острова і зайняття земель під сільське господарство, яке було необхідне, щоб прогодувати населення острова і постачати харчові продукти на експорт. Спочатку, починаючи з 1520-х років, землі використовувалися для вирощування цукрової тростини, а надалі й інших культур, таких як виноград і банани.

### Еміграція до Америки
Тенерифе, як і інші Канарські острови, підтримував тісні відносини з країнами Латинської Америки. Від самого початку колонізації Нового Світу багато експедицій зупинялися на острові по дорозі до Америки, під час яких до них у пошуках кращої долі часто приєднувалися місцеві жителі. Разом із людьми з острова вивозили також окремі види рослин і тварин.
Після півтора століття відносного зростання населення на рубежі 1670-х років труднощі в торгівлі викликали занепад у виноробному секторі, який був основою добробуту багатьох землевласників на острові. Разом із тим приблизно в цей же час королівство Кастилії усвідомило необхідність якнайшвидшого заселення пустих територій у Південній Америці, щоб не допустити їх захоплення іншими державами, як це вже сталося раніше з Ямайкою, колонізованою англійцями, або Французькою Гвіаною та Еспаньолою, що відійшли до Франції. Усе це змусило багато сімей емігрувати на Кубу та до Венесуели. Бурхливе зростання сільського господарства, особливо какао у Венесуелі та тютюну на Кубі наприкінці XVII століття та на початку XVIII століття, ще більше підштовхнуло відтік населення з острова. Особливо сильним він був у таких містах, як Буенавіста-дель-Норте, Вілафлор і Ель-Саусаль, які в той період майже повністю спорожніли. Найяскравішим прикладом цього переселення є Сан-Карлос-де-Тенерифе (ісп. San Carlos de Tenerife) на околиці Санто-Домінго, який був заснований у 1684 році в Домініканській Республіці виключно вихідцями з острова Тенерифе. У період з 1720 по 1730 рік загалом 176 сімей переселилися з Канарських островів до Пуерто-Рико. З них 26 сімей у 1726 році емігрували до Америки, де брали участь у заснуванні міста Монтевідео. А через чотири роки, у 1730 році, інша група сімей заснувала місто Сан-Антоніо на півдні Техасу. Наступна хвиля еміграції припала на 1777 та 1783 роки, коли вихідці з порту Санта-Крус-де-Тенерифе були відправлені до Луїзіани, де брали участь в освоєнні Сен-Бернара.
Через економічні труднощі, зумовлені нестачею сировини та віддаленістю від Європи, еміграція до Америки, особливо на Кубу та до Венесуели, продовжувалася також і впродовж XIX століття, аж до початку XX століття. Однак десятиліття проведення політики захисту економіки Канарських островів, а також розквіт туристичної індустрії дозволили змінити і переломити ситуацію, і тепер багато з нащадків переселенців, які покидали острів протягом останніх п'яти століть, знову повертаються.

### Місця археологічних розкопок

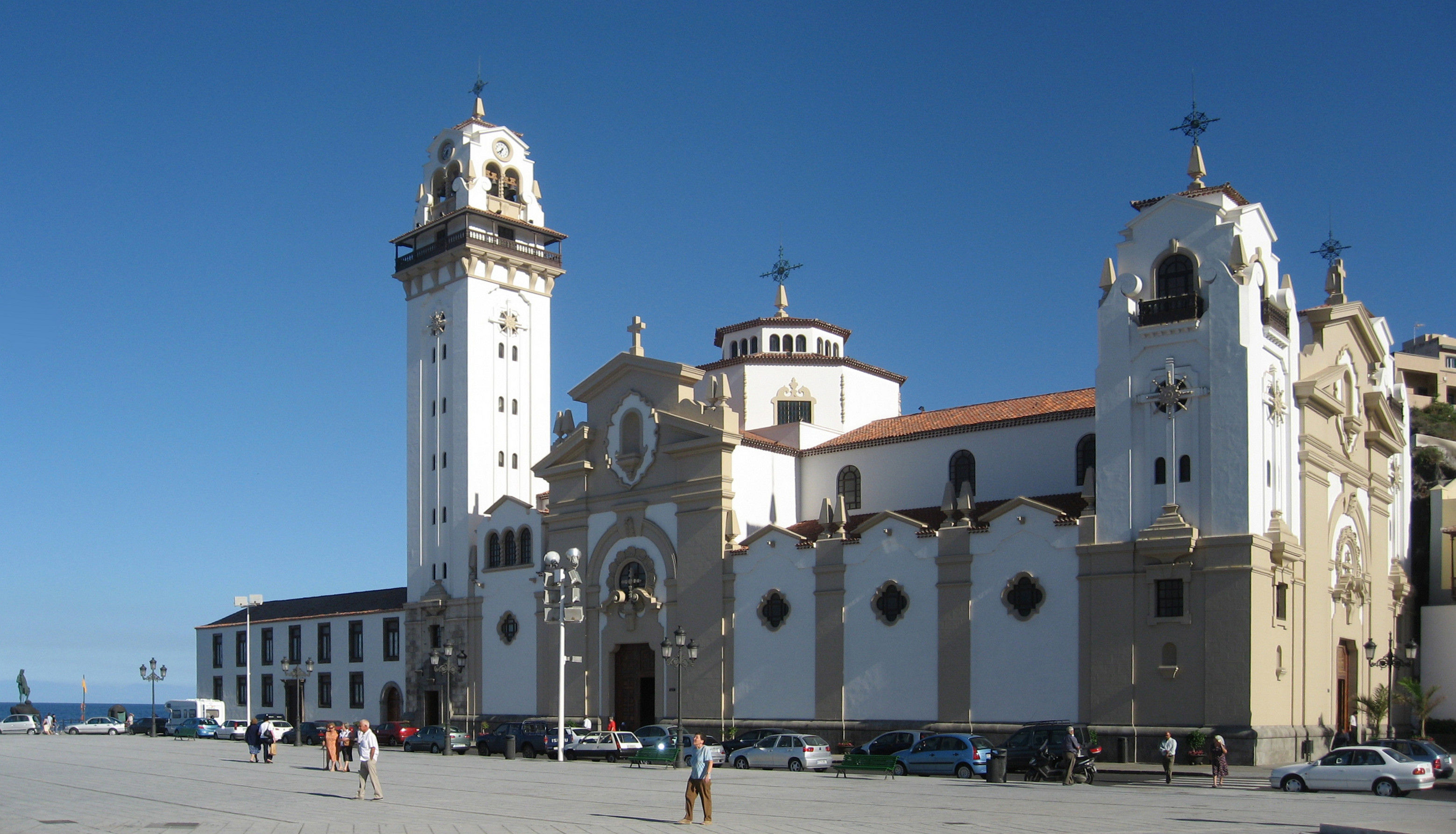
Королівська Базиліка Канделарія.

На острові є кілька археологічних пам'яток періодів, що передували завоюванню. В основному це наскельні малюнки, які можна зустріти в печерах по всьому острову, але особливо багато їх на південному схилі вулкана Тейде. Найбільш значущими є археологічні розкопки в Лос-Камбадосі та Ель-Барранко — місцевостях, що знаходяться поблизу міста Арона. Також великий інтерес для археологів представляє печера Ахбініко (англ. Cave of Achbinico), яка є першим християнським святилищем на Канарських островах. Святилище було таким ще до появи на острові іспанців, коли він був населений лише аборигенами. Ще одним місцем, що представляє великий археологічний інтерес, є територія, яку займало королівство Анага. Загалом ці місцевості є одними з найбагатших на археологічні знахідки на всьому острові. Тут було знайдено багато мумій гуанчів та муміфікованих тварин, а також каменів з написами, таких як "камінь Анаги". На протилежному боці острова в муніципалітеті Ель-Танке був знайдений інший камінь з письменами, який отримав назву Камінь Заната (ісп. Piedra Zanata). Написи на ньому датуються V—VII століттям і, ймовірно, пов'язані з магічними віруваннями гуанчів. Камінь був знайдений у 1992 році поряд з горою Монтанья-де-Лас-Флорес і зберігається в Музеї природи і людини в місті Санта-Крус-де-Тенерифе.

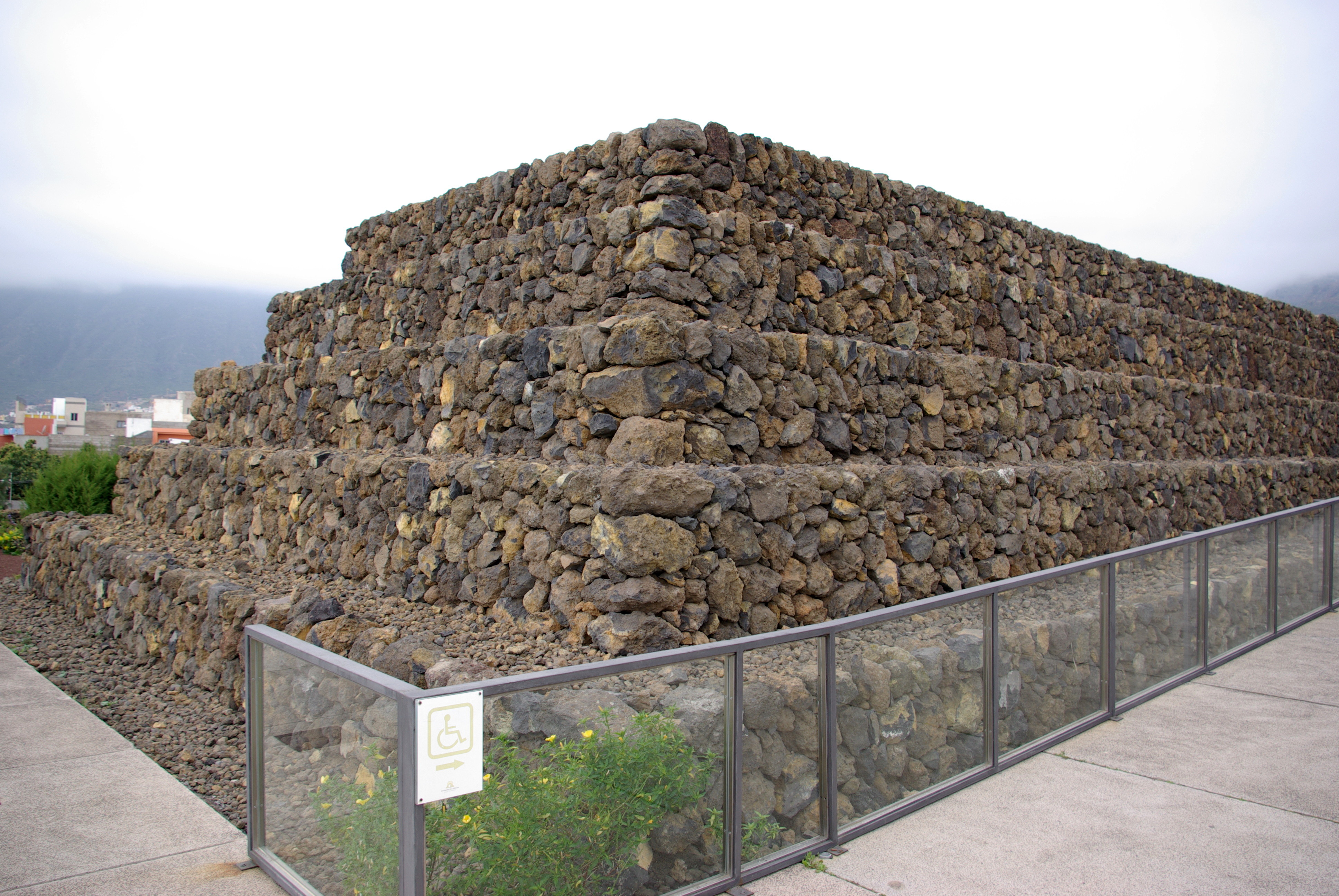
Піраміди Гуїмар.

Головною археологічною пам'яткою для туристів є піраміди Гуїмар. До нашого часу збереглося всього шість ступінчастих пірамід з дев'яти, що існували раніше. Вони знаходяться на південному сході острова в околицях міста Гуїмар. Всі вони викладені з оброблених каменів вулканічного походження прямокутної форми, верхні майданчики і кожен ступінь вирівняні та акуратно посипані гравієм. Майданчики перед початком будівництва кожної піраміди ретельно розрівнювалися, а кутові камені пірамід обточувалися. Їхнє походження і призначення до кінця не зрозумілі. За однією з версій, піраміди Гуїмар зобов'язані своєю появою селянам, які складали один на одного знайдені під час роботи на полях камені, за іншою — вони мають сакральний сенс: усі піраміди мають астрономічну орієнтацію на сонце, а на вершині найвищої з них у день літнього сонцестояння можна спостерігати подвійний захід сонця. Крім того, іспанські піраміди дуже нагадують за формою споруди пірамід Перу і Мексики, а також вежі Месопотамії.